# Mercado Libre
Mercado Libre, Inc. è una società argentina con sede a Montevideo, Uruguay, incorporata negli Stati Uniti che gestisce mercati online dedicati all'e-commerce e alle aste online, tra cui mercadolibre.com.
Nel 2016, Mercado Libre aveva 174,2 milioni di utenti in America Latina, la società opera in Argentina, Bolivia, Brasile, Cile, Colombia, Costa Rica, Repubblica Dominicana, Messico, Spagna, Ecuador, Guatemala, Honduras, Perù, Panama, Uruguay e Venezuela.

## Storia
Mercado Libre è stata fondata nel 1999 in Argentina. Il fondatore e CEO Marcos Galperin ha fondato l'azienda mentre frequentava la Stanford University
Nel settembre 2001, eBay ha acquistato una partecipazione del 19,5% nella società eBay ha venduto la sua partecipazione in Mercado Libre nel 2016, ma le società continuano a collaborare per espandere i venditori eBay in America Latina.
Nell'agosto 2007, Mercado Libre è diventata la prima azienda tecnologica latinoamericana ad essere quotata al NASDAQ.
Nel 2016, Mercado Libre ha trasferito la sua sede centrale brasiliana in nuovi uffici a San Paolo, in Brasile.
Nel 2019, Mercado Libre ha aperto i suoi primi centri di distribuzione in Argentina, Brasile e Messico.
Nel marzo 2020, Mercado Libre ha annunciato i suoi nuovi centri di distribuzione in Cile e Colombia.

## Operazioni
Il MarketPlace di Mercado Libre è una piattaforma progettata per abbinare acquirenti e venditori. I clienti fanno offerte per gli articoli o pagano un prezzo fisso per i prodotti offerti. Gli articoli vengono consegnati dopo il pagamento e gli utenti possono fornire un feedback. 3000 negozi o marchi ufficiali collaborano con Mercado Libre.